# Montse Gomis
Montse Gomis (Valls, 1954) és una artista i pintora catalana.
Llicenciada en Belles Arts, especialitzant-se en Pintura, per la Facultat de Belles Arts de Sant Jordi de Barcelona, realitza la seva primera mostra individual a la Caixa d'Estalvis de la Diputació Provincial al Vendrell.
El 1982 presenta “Trilogia d'amor” a la Galeria Lleonart, de Barcelona, i en una obra aquest any, Joc de boixets. Tres anys més tard, 1985 la trobem a la Sala Moncada de la Fundació Caixa de Pensions a Barcelona, on presenta “La dentellière”.– “La puntaire”- “Camí de Roses” és el títol de la mostra que presenta a la Sala d'Art Fundació Caixa de Balears- Sa Nostra Eivissa. Entre els anys 1991 i 1993 va exposar primer a Múnic, “Raise zum Nordem”, a la Galeria Hermans, i després al Marroc, concretament a Essaouira. Cap al 1994 torna a Barcelona, a la Galeria Ignacio de Lassaletta, amb la mostra “Castilloencantadodeconocerte”. “Vestiga” és el títol de la mostra que va realitzar al Museu d'Art Modern de la Diputació de Tarragona, entre els anys 1999 i 2000. El 2002 torna a Alemanya, concretament a Berlín, amb la seva mostra “Die Akrobatin” a la Galeria Lichtblick. L'any següent retorna a la seva ciutat, exposa a la Capella de Sant Roc, de Valls, la mostra "Trestríptics”.
Des d'un començament la seva pintura se sustenta en dos components essencials: la relació amb el seu món interior, el dels record, el de les seves vivències, i el referent al món de la poesia.
El 2016 el Museu d'Art Modern de Tarragona dedica una exposició a l'obra de 21 pintores de Tarragona i l'Ebre nascudes entre els anys 1951 i 1975, entre les quals es troba Montse Gomis.